# .zr
.zr은 자이르의 예전 국가 도메인이다. 자이르가 1997년에 콩고 민주 공화국으로 국명을 바꿨으므로 .zr은 폐지되었고 .cd가 그 자리를 대신하게 되었다. 2001년에 .zr은 최종적으로 폐지되었다.